# Anne Stevenson

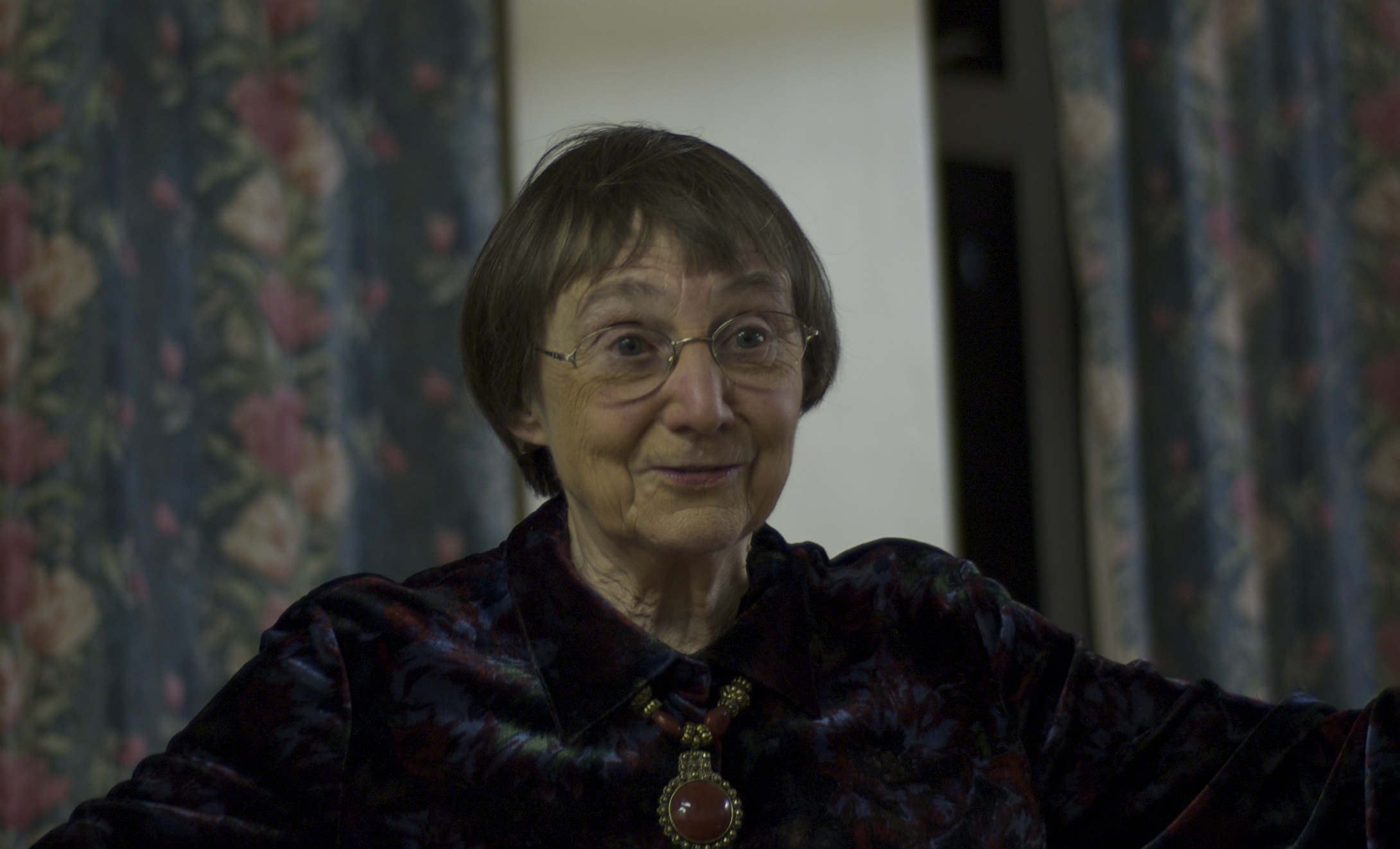
Anne Stevenson

Anne Katherine Stevenson (* 3. Januar 1933 in Cambridge; † 14. September 2020 in Durham) war eine amerikanisch-britische Autorin und Biografin von Sylvia Plath.

## Leben
Anne Stevenson wurde als erstes von drei Kindern des amerikanischen Ehepaars Louise Destler Stevenson und Charles Stevenson in Cambridge, England geboren, wo Charles Philosophie bei Ludwig Wittgenstein und G.E. Moore studierte. Als Anne sechs Monate alt war, zog die Familie in die USA und ließ sich nach mehreren Zwischenstationen in Ann Arbor, Michigan nieder, wo Charles Stevenson an der University of Michigan Professor für Philosophie war.
Stevenson begann früh, Klavier und Cello zu lernen und war fest entschlossen, eine musikalische Laufbahn einzuschlagen, weshalb sie auch auf der University of Michigan Music School im Fach Cello inskribierte. Nach eigenen Angaben war sie aber nicht gut genug und wechselte bald auf die Fächer Europäische Geschichte und Literatur. Zu dieser Zeit begann sie auch, Gedichte zu verfassen. 1954 erhielt sie ihren Bachelor-Titel mit Auszeichnung und zog kurz darauf wieder nach Großbritannien, wo sie bis an ihr Lebensende bleiben sollte.
Bereits während ihres Studiums verschlechterte sich ihr Gehör stark, weshalb sie zeitlebens auf ein Hörgerät angewiesen war. Stevenson thematisierte ihre Taubheit in zahlreichen Gedichten, unter anderem in Hearing With My Fingers oder What I Miss.
Stevenson verfasste zahlreiche Gedichtbände, literaturkritische Essays und zwei literaturwissenschaftliche Abhandlungen über Elizabeth Bishop. Einer breiten Öffentlichkeit wurde sie bekannt als Verfasserin der kontroversen Biografie Bitter Fame: A Life of Sylvia Plath (1989), der ersten autorisierten Biografie über die amerikanische Dichterin und Autorin Sylvia Plath. Dieses Buch ist auch das einzige Werk der Autorin, das ins Deutsche übertragen wurde.
Stevenson verstarb am 14. September 2020 in Durham, England im Alter von 87 Jahren an Herzversagen.

## Preise und Auszeichnungen
- 1955 Major Hopwood Award for Poetry
- 2003 Northern Rock Foundation Award
- 2007 Lannan Lifetime Achievement Award
- 2008 Ehrendoktorat der University of Michigan

## Werke
- Living in America: Poems. Generation Press, Ann Arbor, MI 1965.
- Elizabeth Bishop. Twayne, New York 1966; Collins, London 1967.
- Travelling Behind Glass: Selected Poems, 1963–1973. Oxford University Press, London/New York 1974, ISBN 0-19-211829-3.
- Correspondences: A Family History in Letters. Wesleyan University Press, Middletown, CT 1974; Oxford University Press, London 1974, ISBN 0-19-211839-0.
- Enough of Green. Oxford University Press, Oxford/New York 1977, ISBN 0-19-211874-9.
- Green Mountain, Black Mountain. Rowan Tree Press, Boston 1982, ISBN 0-937672-07-6.
- Minute by Glass Minute. Oxford University Press, Oxford/New York 1982, ISBN 0-19-211947-8.
- The Fiction-makers. Oxford University Press, Oxford/New York 1985, ISBN 0-19-211972-9.
- Selected Poems, 1956–1986. Oxford University Press, Oxford 1987, ISBN 0-19-211973-7.
- Bitter Fame: A Life of Sylvia Plath. Viking, London 1989; Houghton Mifflin, Boston 1989, ISBN 0-395-45374-7.
  - Sylvia Plath: eine Biographie. Aus d. Engl. von Manfred Ohl und Hans Sartorius. Die Gedichte übertr. Friederike Roth. Frankfurter Verlag Anstalt, Frankfurt am Main 1989, ISBN 3-627-10025-5.
- The Other House. Oxford University Press, Oxford 1990, ISBN 0-19-282739-1.
- Four and a Half Dancing Men. Oxford University Press, Oxford/New York 1993, ISBN 0-19-283164-X.
- The Collected Poems of Anne Stevenson, 1955–1995. Oxford University Press, Oxford 1996.
- Between the Iceberg and the Ship: Selected Essays. University of Michigan Press, Ann Arbor 1998, ISBN 0-472-09645-1.
- Five Looks at Elizabeth Bishop. London: Bellew, 1998
- Granny Scarecrow. Bloodaxe Books, Tarset 2000, ISBN 1-85224-534-4.
- Stone Milk. Bloodaxe Books, Tarset 2007, ISBN 978-1-85224-775-1.
- Astonishment. Bloodaxe Books, Tarset 2012, ISBN 978-1-85224-947-2.
- In the Orchard. Etchings by Alan Turnbull. Enitharmon Editions, London 2016, ISBN 978-1-910392-83-6.
- Completing the Circle. Northumberland Bloodaxe Books, Hexham 2020, ISBN 978-1-78037-498-7.